# Kanton Mauléon-Licharre
Mauléon-Licharre is een voormalig kanton van het Franse departement Pyrénées-Atlantiques. Het kanton maakte deel uit van het arrondissement Oloron-Sainte-Marie. Het werd opgeheven bij decreet van 25 februari 2014, met uitwerking op 22 maart 2015. Alle 19 gemeenten werden opgenomen in het nieuw gevormde kanton Montagne Basque.

## Gemeenten
Het kanton Mauléon-Licharre omvatte de volgende gemeenten:
- Ainharp
- Arrast-Larrebieu
- Aussurucq
- Barcus
- Berrogain-Laruns
- Charritte-de-Bas
- Chéraute
- Espès-Undurein
- Garindein
- Gotein-Libarrenx
- L'Hôpital-Saint-Blaise
- Idaux-Mendy
- Mauléon-Licharre (hoofdplaats)
- Menditte
- Moncayolle-Larrory-Mendibieu
- Musculdy
- Ordiarp
- Roquiague
- Viodos-Abense-de-Bas